# رنو زوئی
رنو زوئی نام یک خودرو الکتریکی پنج در کوچک است که توسط شرکت خودرو سازی رنو ساخته شده‌است. زوئی دارای یک باتری لیتیوم-یون ۲۲ کیلووات ساعت است که در یک بار شارژ کامل می‌تواند مسافتی در حدود ۲۱۰ کیلومتر را طی کند.
قبلاً رنو خودروهای دیگری تحت عنوان زوئی معرفی کرده بود اولین بار در سال ۲۰۰۵ با عنوان (خودروی شهری زوئی) بعد از آن در سال‌های ۲۰۰۹ و۲۰۱۰ در دو مدل متفاوت خودرو الکتریکی تحت عنوان زوئیZ.E به تولید شد. مدل آماده تولید این خودرو در نمایشگاه خودرو ژنو به ۲۰۱۲ در معرض دید عموم قرار گرفت.
در دسامبر ۲۰۱۲ تعداد محدودی از این خودرو در فرانسه تحویل مشتری شد؛ و در سال ۲۰۱۳ تولید انبوه این خودرو آغاز شد

## مفهومی‌ها

### خودرو شهری زوئی مفهومی (۲۰۰۵)

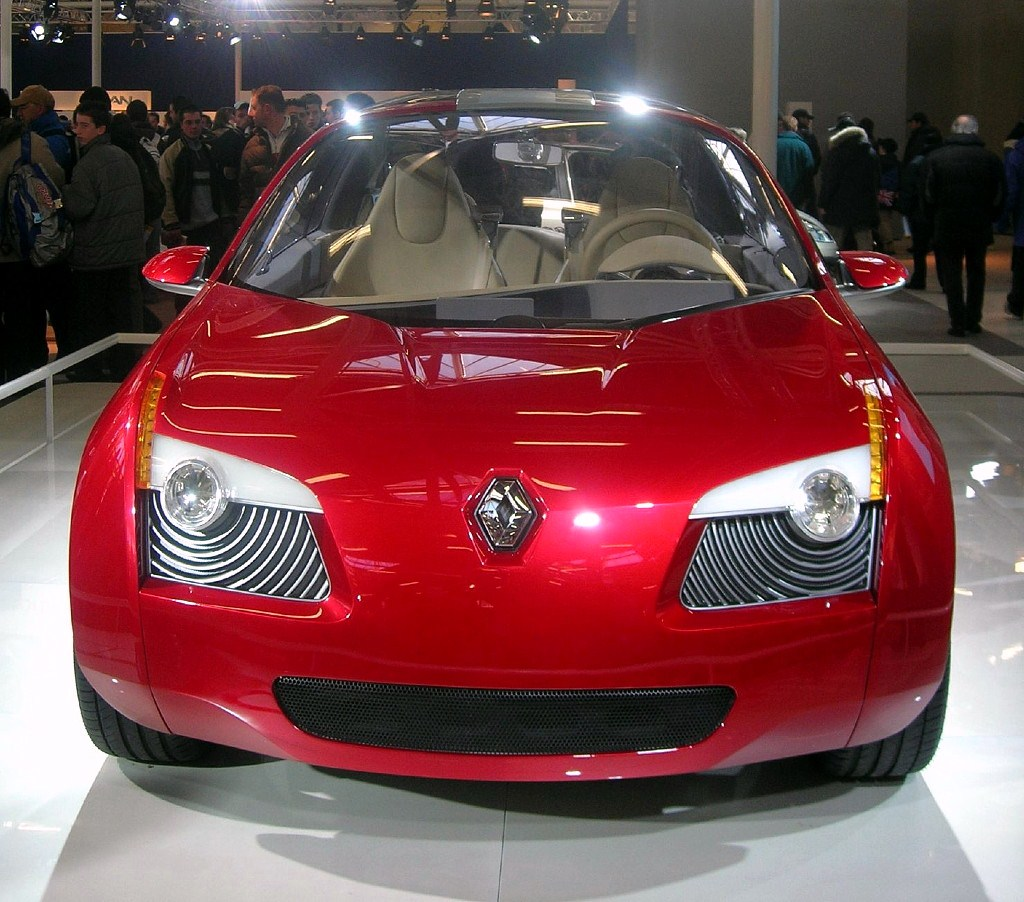
مدل مفهومی زوئی ۲۰۰۵

خودرو شهری زوئی مفهومی (یا z17) در نمایشگاه خودرو ژنو (۲۰۰۵) به نمایش گذاشته شد.
این مدل هیچ ارتباط بصری با مدل چهار سال بعد از ان ندارد.

### زوئی مفهومی (۲۰۰۹)
زوئی مفهومی (۲۰۰۹) در سال ۲۰۰۹ و در نمایشگاه خودروی آلمان معرفی شد. این خودرو دارای یک موتور ۹۵ اسب بخاری(۷۱ کیلوواتی) در جلو و یک باتری لیتیوم-یونی در زیر صندلی بود. این خودرو دارای یک ایستگاه شارژ سریع بود که تنها در بیست دقیقه باتری آن را ۸۰ درصد شارژ می‌کرد. این خودرو مجهز به درب پروانه‌ای بود. این خودرو ۱۴۰ کیلومتر برساعت سرعت داشت.

### زوئی ۲۰۱۰
زویی ۲۰۱۰در سال ۲۰۱۰ و در نمایشگاه خودرو پاریس معرفی شد. این خودرو برخلاف مدل ۲۰۰۹ مجهز به درب پروانه‌ای نبود. قدرت موتور در این خودرو به ۷۹ اسب بخار (تقریباً حدود ۵۹ کیلووات) رسیده بود. سرعت آن نیز به ۱۳۵ کیلومتر برساعت کاهش یافته بود.